# Château de La Roche (Saint-Priest-la-Roche)
Pour les articles homonymes, voir Château de La Roche.
 (mai 2018).
Si vous disposez d'ouvrages ou d'articles de référence ou si vous connaissez des sites web de qualité traitant du thème abordé ici, merci de compléter l'article en donnant les références utiles à sa vérifiabilité et en les liant à la section « Notes et références ».
Le château de La Roche est situé sur une boucle de la Loire dans la commune de Saint-Priest-la-Roche (département de la Loire), à 20 km de Roanne.

## Histoire

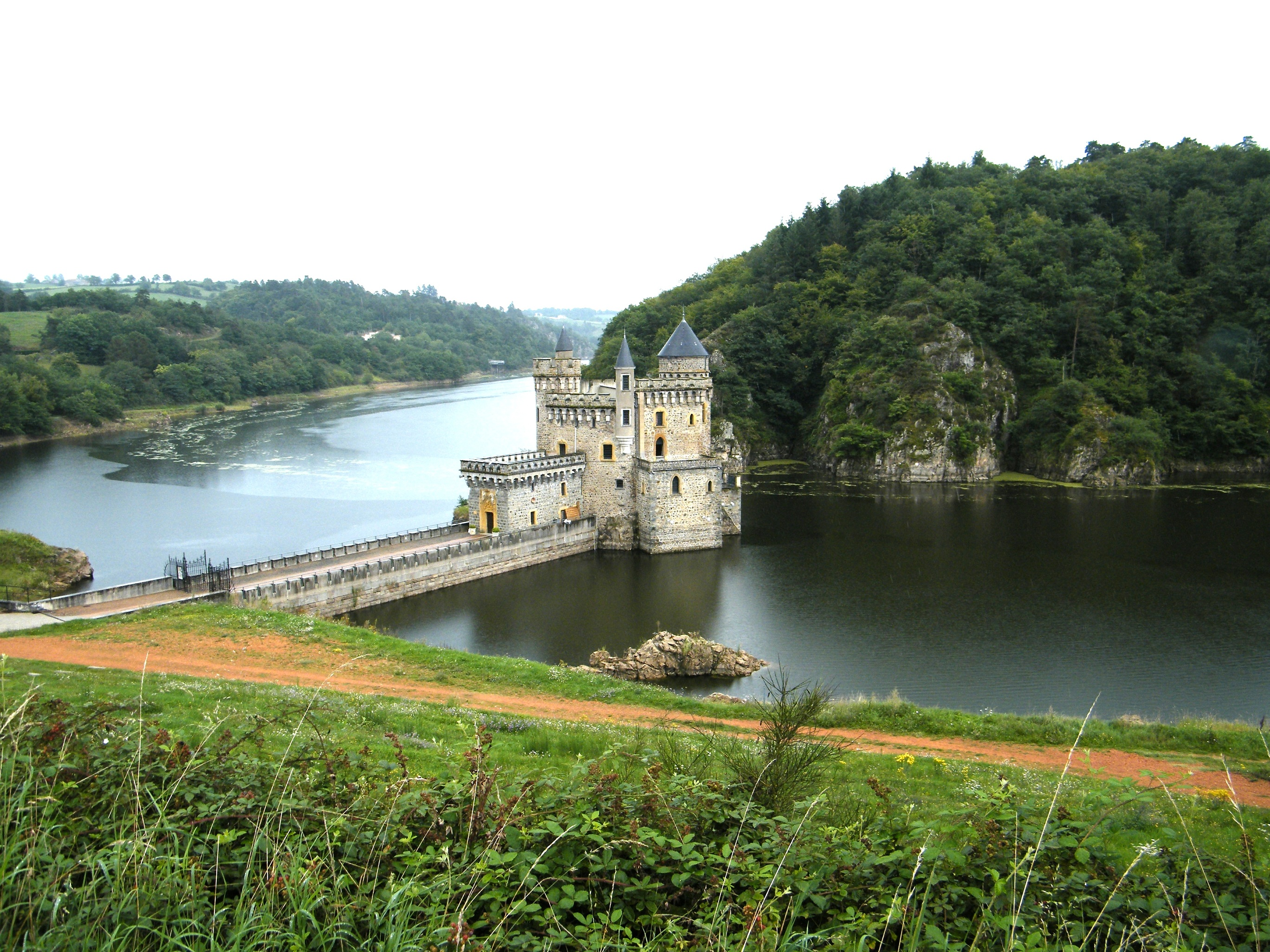
Château depuis le nord-ouest.

Les premiers écrits sur le château datent de 1260. Il fut édifié sur un piton rocheux qui surplombait la Loire à plus de 40 mètres. Cette fortification assurait un point de guet et de péage pour la frontière du Comté de Forez. Mais cet édifice eut plus souvent à subir les crues de la Loire que les attaques ennemies.
En 1290, Girard de La Roche rend hommage au comte de Forez pour sa famille, la maison de La Roche.
Au XVIIe siècle, du fait de crues récurrentes, le château perdit de ses attraits, ressemblant de plus en plus à une maison fortifiée pour devenir une ruine quelques siècles plus tard. Au début des années 1900 un industriel roannais, Paul Roustan, racheta le château et le restaura dans le style néo-gothique, pour en faire sa résidence secondaire.
Dans les années 1930, le projet de construction du Barrage de Villerest par EDF condamne le château à disparaitre sous l'eau. EDF en fait l'acquisition en 1965 mais le château se dégrade alors très rapidement avec de nombreux pillages. Il sera finalement racheté en 1993 pour un franc symbolique par la commune de Saint-Priest.

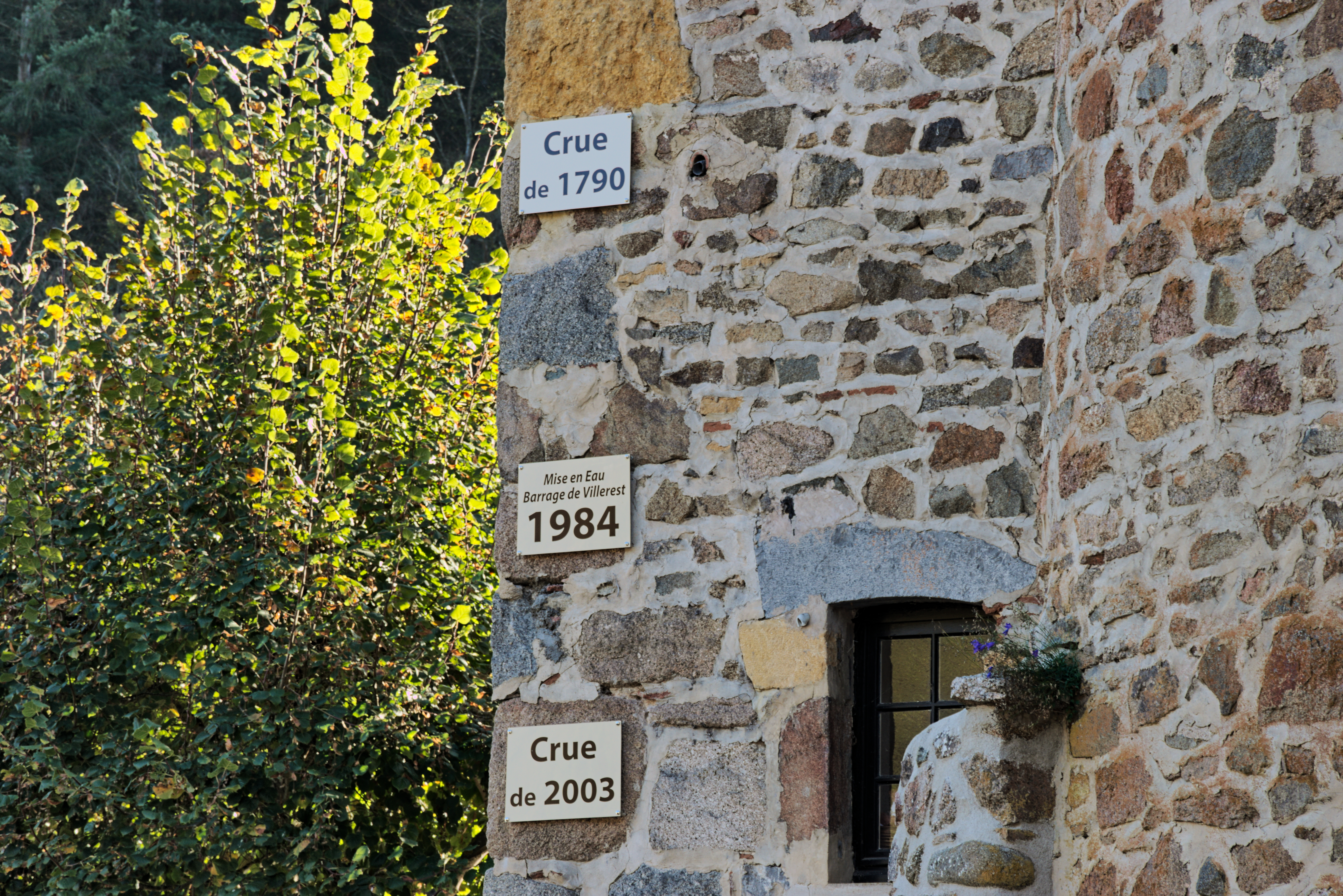
Les niveaux des crues de la Loire.

Lors de la mise en service du barrage en avril 1984, le château sera le seul édifice épargné par les eaux. Il est désormais situé sur une île. En 1996, le château est entièrement restauré et la cote d'eau du barrage est revue à la baisse pour permettre d'accéder au château tout au long de l'année.
La régulation du cours de la Loire n'empêche cependant pas toujours le château de rester hors d'eau : il a été d'ailleurs touché par des crues en 2003 et 2008.

## Activités et Événements Actuels
Aujourd'hui, le Château de la Roche a diversifié ses usages et accueille un ensemble d’activités culturelles et immersives, des visites théâtralisées, deux escape-games et est également équipé pour accueillir des séminaires et événements privés, offrant un espace polyvalent pour des ateliers, des réunions, et des projets pédagogiques.

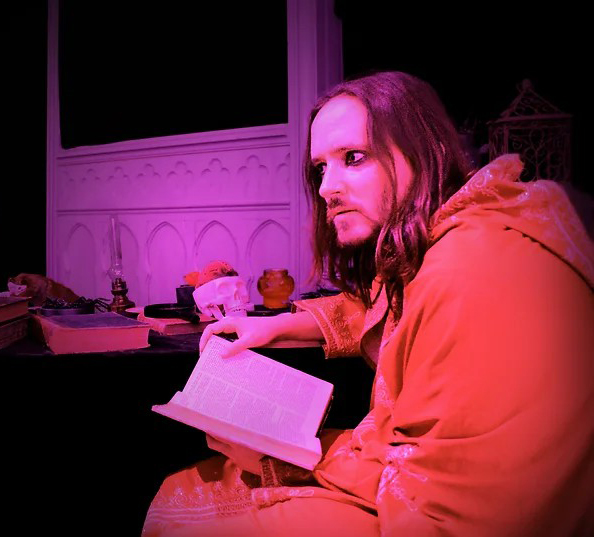
Alexandre Varnière invoquant le démon Meyrnikta

Depuis 2016 et à l’occasion d’Halloween, la Horde du Poulpe et la Compagnie du Fil à Retordre transforment le décor du château pour un parcours scénarisé et des performances théâtrales qui exploitent l’architecture du château pour offrir une expérience immersive plus moins horrifique.
Ces expériences interactives sont devenues un rendez-vous incontournable qui connaît un grand succès au fil des années, jouant toujours à guichet férmé.

## Galerie

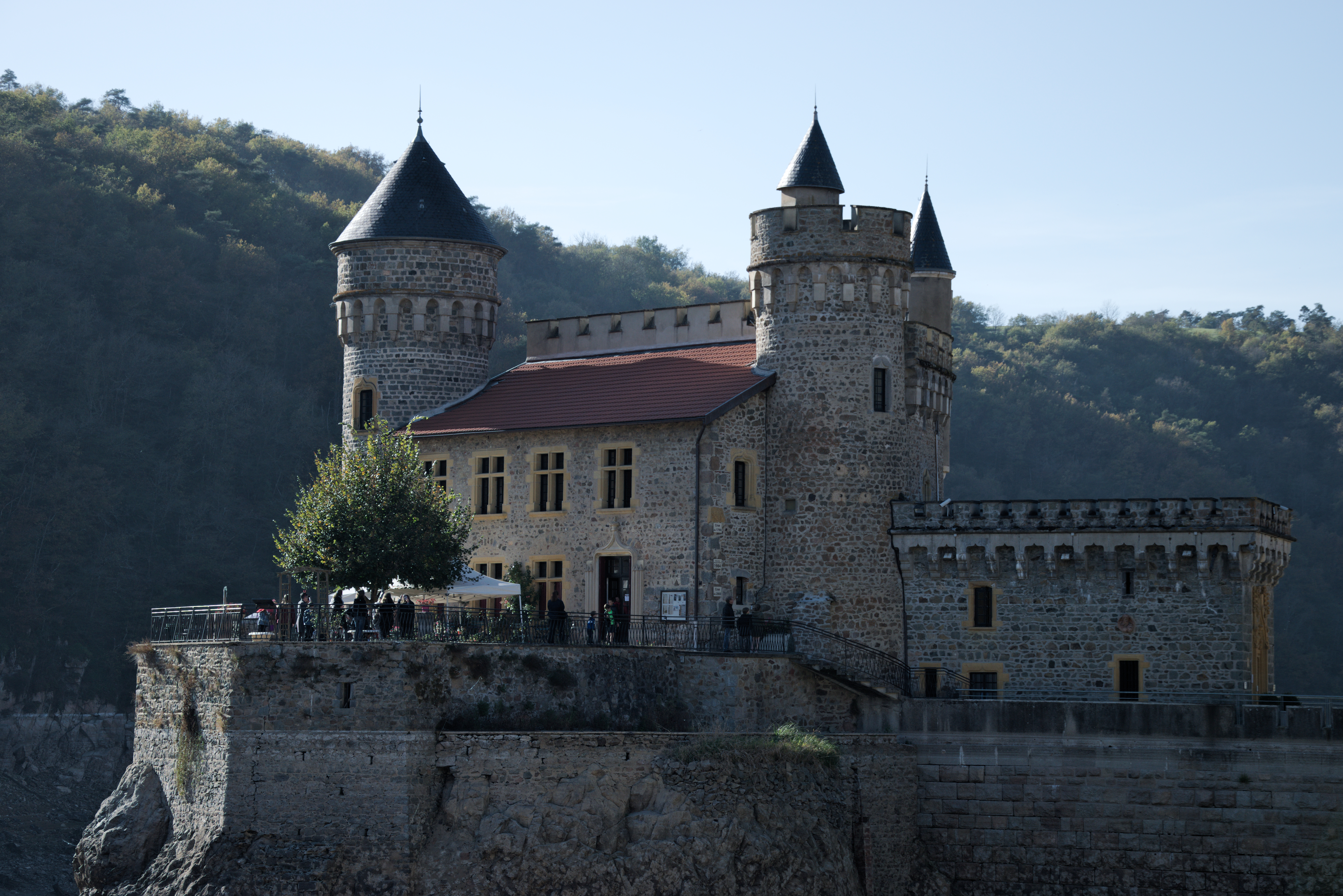
Vue en arrivant sur le château.
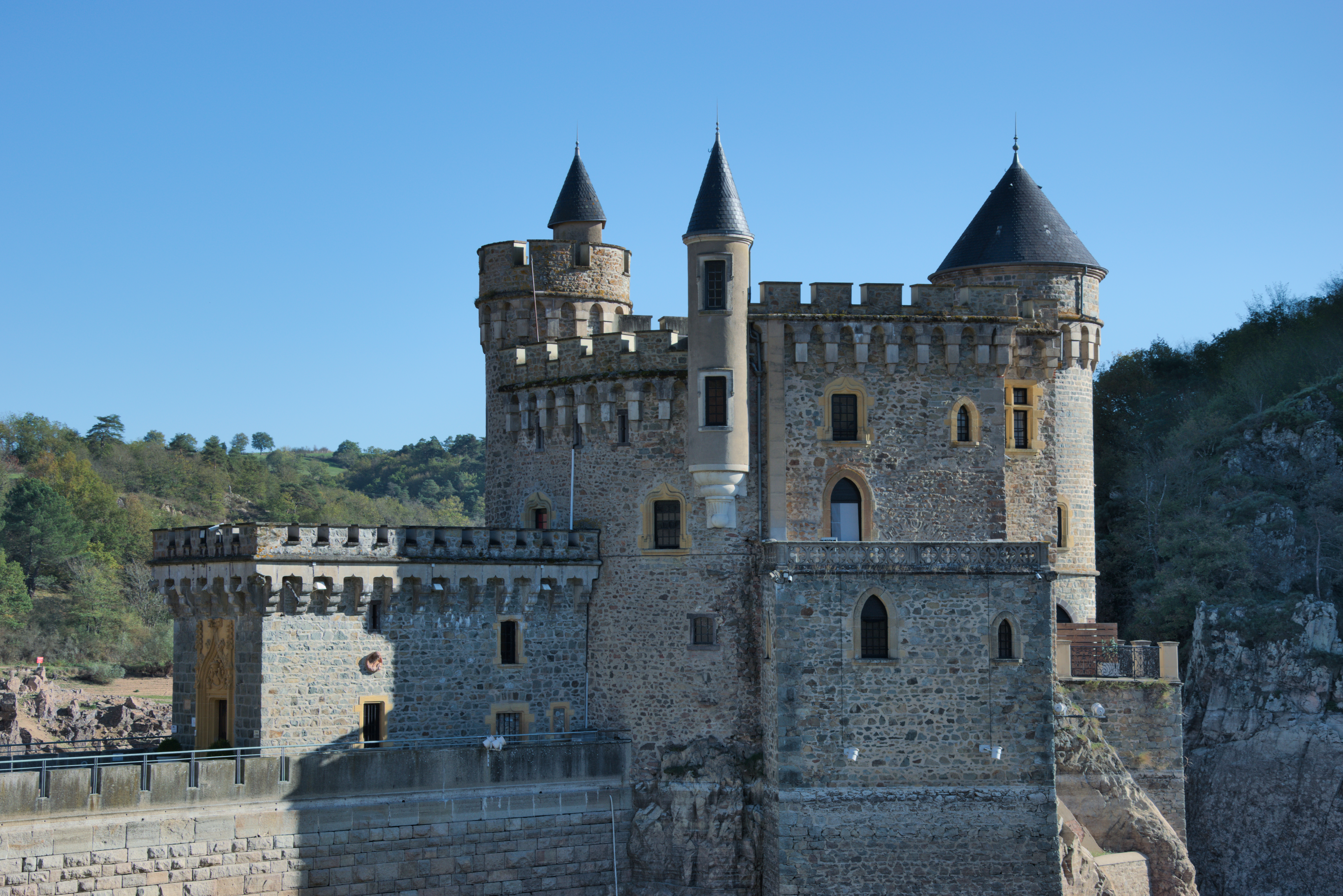
Le château de la Roche.
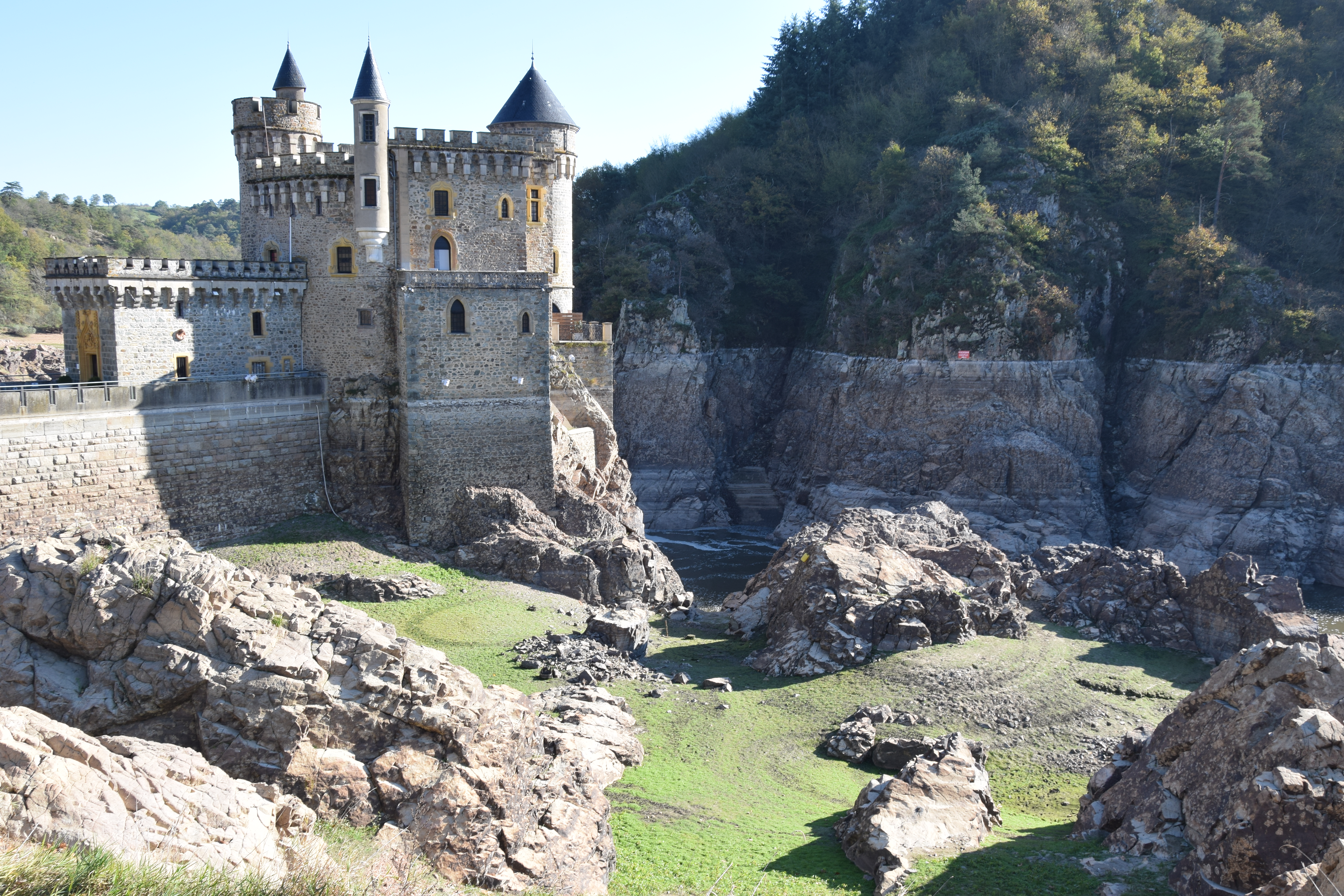
Étiage sévère de la Loire, en automne 2017.
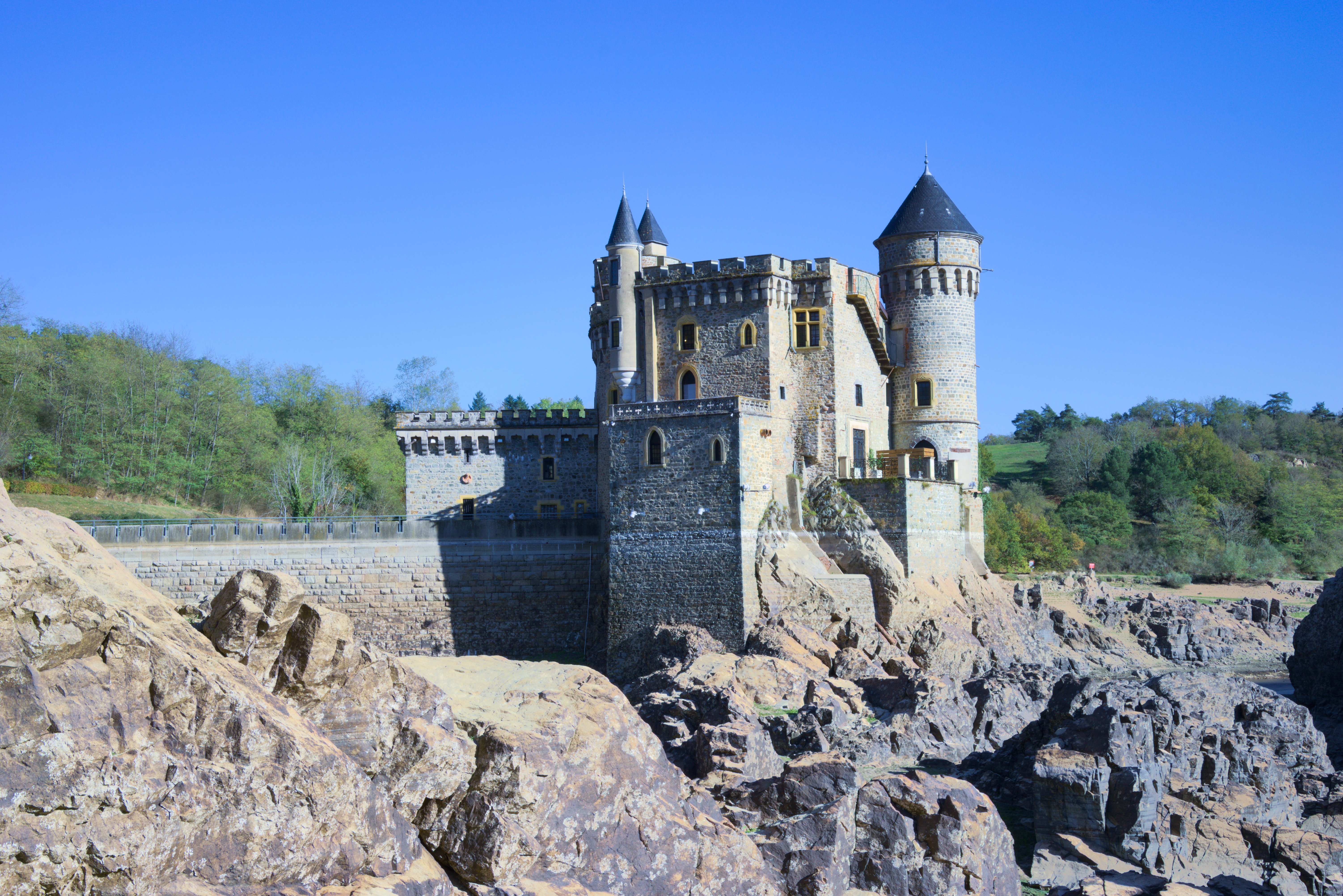
Étiage sévère de la Loire, en automne 2017.